# Сачхон
Сачхо́н (кор. 사천시?, 泗川市?, Сачхон-си), устар. Самчхонпхо́ (кор. 삼천포?, 三千浦?) — город в провинции Кёнсан-Намдо, Республика Корея.

## История
В эпоху Самхан территория, на которой стоит современный Сачхон, принадлежала одному из двенадцати членов союза Пёнхан, затем вошла в состав государства Силла. В 532 году здесь было образовано муниципальная единица Самульхён, в 757 году включённая в состав уезда Косон. В 1015 году Самуль был переименован в Саджу. Название «Сачхон» впервые появляется в 1413 году во время династии Чосон. В 1895 году Сачхон получил статус уезда (кун). Статус города (си) был получен в 1995 году.

## География
Расположен на юге Корейского полуострова на берегу Корейского пролива. Имеет выгодное транспортное положение и развитую транспортную инфраструктуру. С востока и юга граничит с уездами Косон и Намхэ. Северо-западная часть города преимущественно горная, там город граничит с Чинджу и Хадоном. Прибрежные равнины тянутся с севера на юг. Через город протекают небольшие реки Сачхон и Чукчхон, а также Токчхон, впадающая в озеро Чинянхо. Из-за близости к морю климат города летом более прохладный, а зимой — более тёплый, чем в других частях страны.

## Административное деление
Сачхон административно делится на 1 ып, 7 мёнов и 6 тонов (донов):

| Название     | Хангыль  | Площадь, км² | Население, чел | Внутреннее деление |
| ------------ | -------- | ------------ | -------------- | ------------------ |
| Сачхон-ып    | 사천읍   | 29,63        | 16 957         | 21 ри              |
| Йонхён-мён   | 용현면   | 27,57        | 6 042          | 11 ри              |
| Конмён-мён   | 곤명면   | 69,81        | 3 427          | 16 ри              |
| Конян-мён    | 곤양면   | 52,01        | 3 423          | 13 ри              |
| Санам-мён    | 사남면   | 61,13        | 4 793          | 6 ри               |
| Сопхо-мён    | 서포면   | 48,07        | 4 621          | 10 ри              |
| Чондон-мён   | 정동면   | 36,64        | 11 829         | 10 ри              |
| Чхуктон-мён  | 축동면   | 23,29        | 2 189          | 7 ри               |
| Намян-дон    | 남양동   | 18,19        | 10 164         |                    |
| Порён-дон    | 벌용동   | 9,71         | 10 946         |                    |
| Сонгу-дон    | 선구동   | 3,38         | 7 508          |                    |
| Тонсогым-дон | 동서금동 | 0,94         | 6 783          |                    |
| Тонсо-дон    | 동서동   | 9,72         | 9 455          |                    |
| Хянчхон-дон  | 향촌동   | 12,39        | 6 999          |                    |

## Экономика
Сачхон — один из крупнейших промышленных центров страны. Здесь располагаются производственные мощности большинства крупных южнокорейских компаний. Производства объединены в промышленные комплексы, такие как промышленный комплекс Чинса, промышленный комплекс Сонпхо и другие. Среди производимых товаров преобладают товары тяжёлой и авиакосмической промышленности.

## Туризм и достопримечательности
- Буддийские храмы Тасольса (основан в VI веке) и Пэкчхонса (основан в VIII веке). Оба храма относятся к эпохе расцвета корейского буддизма в эпоху раннекорейского государства Объединённое Силла.[5]
- Аэрокосмический музей, открытый в 2002 году. Общая площадь экспозиции — 42 тыс. м². Экспозиция разделена на несколько залов, имеется выставка под открытым небом.[6]
- Сачхонский фестиваль культуры и искусств — проводится ежегодно в начале мая. В программе театрализованное шествие, ярмарка, фейерверк, выступления фольклорных коллективов, художественные выставки.[7]

## Город-побратимы
Сачхон имеет ряд городов-побратимов:
- Миёси (префектура Хиросима), Япония
- Ыйрён (провинция Кёнсан-Намдо), Южная Корея
- Чонып (провинция Чолла-Пукто), Южная Корея

## Символы
Как и остальные города и уезды Южной Кореи, Сачхон имеет ряд символов:
- Дерево: гингко — символизирует гармонию.
- Цветок: азалия — символизирует радость и любовь.
- Птица: чайка — символизирует прогресс и движение вперёд.
- Маскот: футуристический персонаж Ттороки, персонифицирует аэрокосмическую промышленность Сачхона.